# Campeonato de Primera División 1982 (Argentina)
El conocido como Torneo Metropolitano 1982, denominado oficialmente  Campeonato de Primera División Soberanía Nacional 1982, por ser el primero organizado tras la Guerra de las Malvinas, fue el septuagésimo primero de la era profesional y el que cerró la temporada de la Primera División de Argentina. Se desarrolló desde el 18 de julio de 1982 al 14 de febrero de 1983, en dos ruedas de todos contra todos. 
Se produjo una nueva incorporación de un equipo indirectamente afiliado a la AFA -Racing (C)-, por aplicación de la Resolución 1309, como ocurriera en los metropolitanos de 1980 y 1981. Fue el primer torneo en la era profesional que tuvo la ausencia de San Lorenzo, quien descendió el año anterior.
El Club Estudiantes de La Plata, dirigido por Carlos Salvador Bilardo, obtuvo el campeonato con dos puntos de diferencia sobre el Club Atlético Independiente. Con ello clasificó para disputar la Copa Libertadores 1983.
Por otro lado, el Quilmes Atlético Club perdió la categoría junto con el Club Atlético Sarmiento, al haber ocupado las dos últimas posiciones de la tabla.

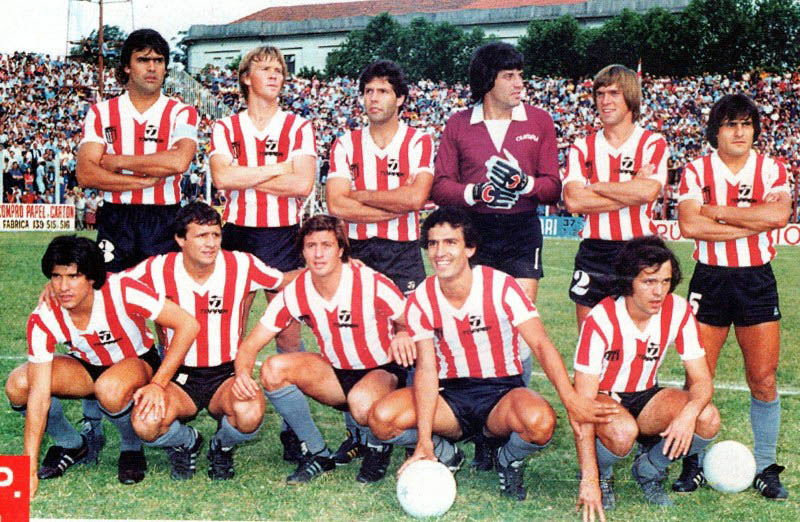
Estudiantes campeón metropolitano 1982

## Ascensos y descensos
| Pos | Equipos ascendidos |
| --- | ------------------ |
| 1.º | Nueva Chicago      |
| 2.º | Quilmes            |

| Equipo incorporado por la Resolución 1.309 |
| ------------------------------------------ |
| Racing (C)                                 |

| Pos  | Equipos descendidos en la temporada 1981 |
| ---- | ---------------------------------------- |
| 17.º | San Lorenzo                              |
| 18.º | Colón                                    |

De esta manera, el número de participantes aumentó a 19.

## Equipos
| Equipo             | Ciudad       |
| ------------------ | ------------ |
| Argentinos Juniors | Buenos Aires |
| Boca Juniors       | Buenos Aires |
| Estudiantes        | La Plata     |
| Ferro Carril Oeste | Buenos Aires |
| Huracán            | Buenos Aires |
| Independiente      | Avellaneda   |
| Instituto          | Córdoba      |
| Newell's Old Boys  | Rosario      |
| Nueva Chicago      | Buenos Aires |
| Platense           | Florida      |
| Quilmes            | Quilmes      |
| Racing             | Córdoba      |
| Racing Club        | Avellaneda   |
| River Plate        | Buenos Aires |
| Rosario Central    | Rosario      |
| Sarmiento          | Junín        |
| Talleres           | Córdoba      |
| Unión              | Santa Fe     |
| Vélez Sarsfield    | Buenos Aires |

### Distribución geográfica de los equipos
| Región                                   | Cant. | Equipos |
| ---------------------------------------- | ----- | --- |
| Ciudad de Buenos Aires                   | 7     | Argentinos Juniors, Boca Juniors, Ferro Carril Oeste, Huracán, Nueva Chicago, River Plate y Vélez Sarsfield |
| Conurbano bonaerense                     | 4     | Independiente, Platense, Quilmes y Racing Club                                                              |
| Provincia de Córdoba                     | 3     | Instituto, Racing y Talleres                                                                                |
| Provincia de Santa Fe                    | 3     | Newell's Old Boys, Rosario Central y Unión                                                                  |
| Ciudad de La Plata                       | 1     | Estudiantes                                                                                                 |
| Interior de la provincia de Buenos Aires | 1     | Sarmiento                                                                                                   |

## Tabla de posiciones final
| Pos. | Equipo             | Pts. | PJ | PG | PE | PP | GF | GC | Dif. |
| ---- | ------------------ | ---- | -- | -- | -- | -- | -- | -- | ---- |
| 1.º  | Estudiantes (LP)   | 54   | 36 | 21 | 12 | 3  | 50 | 18 | 32   |
| 2.º  | Independiente      | 52   | 36 | 19 | 14 | 3  | 64 | 30 | 34   |
| 3.º  | Boca Juniors       | 48   | 36 | 17 | 14 | 5  | 60 | 36 | 24   |
| 4.º  | Newell's Old Boys  | 44   | 36 | 15 | 14 | 7  | 60 | 34 | 26   |
| 5.º  | Vélez Sarsfield    | 42   | 36 | 16 | 10 | 10 | 45 | 37 | 8    |
| 6.º  | Huracán            | 41   | 36 | 15 | 11 | 10 | 44 | 37 | 7    |
| 7.º  | Racing (C)         | 39   | 36 | 13 | 13 | 10 | 62 | 47 | 15   |
| 8.º  | Rosario Central    | 37   | 36 | 13 | 11 | 12 | 55 | 49 | 6    |
| 9.º  | Ferro Carril Oeste | 37   | 36 | 11 | 15 | 10 | 36 | 39 | −3   |
| 10.º | River Plate        | 34   | 36 | 12 | 10 | 14 | 43 | 46 | −3   |
| 11.º | Talleres (C)       | 33   | 36 | 12 | 9  | 15 | 55 | 59 | −4   |
| 12.º | Instituto          | 33   | 36 | 11 | 11 | 14 | 39 | 56 | −17  |
| 13.º | Argentinos Juniors | 28   | 36 | 7  | 14 | 15 | 49 | 58 | −9   |
| 14.º | Platense           | 28   | 36 | 9  | 10 | 17 | 41 | 55 | −14  |
| 15.º | Nueva Chicago      | 28   | 36 | 8  | 12 | 16 | 33 | 50 | −17  |
| 16.º | Racing Club        | 28   | 36 | 10 | 8  | 18 | 36 | 58 | −22  |
| 17.º | Unión              | 27   | 36 | 7  | 13 | 16 | 36 | 57 | −21  |
| 18.º | Quilmes            | 27   | 36 | 9  | 9  | 18 | 30 | 53 | −23  |
| 19.º | Sarmiento (J)      | 24   | 36 | 5  | 14 | 17 | 32 | 51 | −19  |

|  | Campeón.                                |
|  | Vencedor del desempate por el descenso. |
|  | Descendió a la Segunda División.        |

### Evolución de las posiciones
| Equipo / Jornada   | 1  | 2  | 3  | 4  | 5  | 6  | 7  | 8  | 9  | 10 | 11 | 12 | 13 | 14 | 15 | 16 | 17 | 18 | 19 | 20 | 21 | 22 | 23 | 24 | 25 | 26 | 27 | 28 | 29 | 30 | 31 | 32 | 33 | 34 | 35 | 36 | 37 | 38 |
| Equipo / Jornada   |    |    |    |    |    |    |    |    |    |    |    |    |    |    |    |    |    |    |    |    |    |    |    |    |    |    |    |    |    |    |    |    |    |    |    |    |    |    |
| ------------------ | -- | -- | -- | -- | -- | -- | -- | -- | -- | -- | -- | -- | -- | -- | -- | -- | -- | -- | -- | -- | -- | -- | -- | -- | -- | -- | -- | -- | -- | -- | -- | -- | -- | -- | -- | -- | -- | -- |
| Estudiantes (LP)   | 5  | 2  | 1  | 1  | 2  | 4  | 4  | 6  | 5  | 5  | 2  | 5  | 6  | 5  | 4  | 4  | 3  | 2  | 2  | 1  | 1  | 1  | 1  | 1  | 1  | 1  | 1  | 1  | 1  | 1  | 1  | 1  | 1  | 1  | 1  | 1  | 1  | 1  |
| Independiente      | 15 | 11 | 5  | 7  | 10 | 8  | 7  | 8  | 7  | 7  | 4  | 2  | 1  | 1  | 1  | 1  | 1  | 1  | 1  | 2  | 2  | 2  | 2  | 2  | 2  | 2  | 2  | 2  | 2  | 2  | 2  | 2  | 2  | 2  | 2  | 2  | 2  | 2  |
| Boca Juniors       | 8  | 3  | 8  | 9  | 5  | 9  | 8  | 5  | 3  | 3  | 5  | 4  | 5  | 4  | 3  | 3  | 2  | 3  | 3  | 3  | 3  | 3  | 3  | 3  | 3  | 3  | 3  | 3  | 3  | 3  | 4  | 3  | 3  | 3  | 3  | 3  | 3  | 3  |
| Newell's Old Boys  | 1  | 1  | 2  | 2  | 4  | 3  | 5  | 7  | 6  | 6  | 9  | 7  | 10 | 9  | 10 | 10 | 10 | 9  | 8  | 7  | 8  | 7  | 8  | 5  | 7  | 4  | 6  | 5  | 5  | 5  | 6  | 6  | 4  | 4  | 4  | 4  | 4  | 4  |
| Vélez Sarsfield    | 5  | 6  | 3  | 5  | 3  | 2  | 1  | 1  | 1  | 1  | 1  | 1  | 2  | 2  | 2  | 2  | 4  | 6  | 6  | 6  | 4  | 5  | 6  | 7  | 5  | 6  | 5  | 6  | 7  | 6  | 5  | 4  | 5  | 5  | 5  | 6  | 6  | 5  |
| Huracán            | 5  | 12 | 11 | 8  | 7  | 5  | 2  | 3  | 4  | 4  | 3  | 6  | 4  | 7  | 6  | 8  | 5  | 4  | 4  | 4  | 6  | 4  | 4  | 4  | 4  | 5  | 4  | 4  | 4  | 4  | 3  | 5  | 6  | 6  | 6  | 5  | 5  | 6  |
| Racing (C)         | 15 | 19 | 14 | 11 | 6  | 7  | 10 | 9  | 8  | 8  | 8  | 9  | 8  | 10 | 9  | 7  | 7  | 7  | 7  | 8  | 9  | 8  | 7  | 9  | 6  | 7  | 7  | 7  | 6  | 7  | 7  | 7  | 7  | 7  | 7  | 7  | 7  | 7  |
| Rosario Central    | 8  | 13 | 16 | 16 | 15 | 13 | 11 | 11 | 10 | 10 | 7  | 3  | 3  | 3  | 5  | 6  | 8  | 8  | 10 | 9  | 10 | 10 | 9  | 10 | 10 | 8  | 8  | 8  | 8  | 8  | 9  | 9  | 8  | 10 | 8  | 9  | 9  | 8  |
| Ferro Carril Oeste | 8  | 4  | 4  | 3  | 1  | 1  | 3  | 4  | 9  | 9  | 10 | 8  | 7  | 6  | 8  | 9  | 9  | 10 | 9  | 10 | 7  | 9  | 10 | 8  | 9  | 10 | 10 | 10 | 10 | 11 | 8  | 8  | 9  | 8  | 9  | 8  | 8  | 9  |
| River Plate        | 3  | 8  | 6  | 4  | 8  | 11 | 13 | 13 | 13 | 13 | 13 | 14 | 14 | 14 | 12 | 11 | 11 | 11 | 11 | 12 | 12 | 11 | 12 | 12 | 13 | 12 | 12 | 13 | 13 | 13 | 12 | 12 | 11 | 11 | 12 | 11 | 11 | 10 |
| Talleres (C)       | 8  | 5  | 7  | 12 | 12 | 6  | 6  | 2  | 2  | 2  | 6  | 10 | 9  | 8  | 7  | 5  | 6  | 5  | 5  | 5  | 5  | 6  | 5  | 6  | 8  | 9  | 9  | 9  | 9  | 10 | 11 | 11 | 10 | 9  | 10 | 10 | 10 | 11 |
| Instituto          | 18 | 15 | 13 | 14 | 16 | 16 | 11 | 14 | 14 | 14 | 14 | 12 | 12 | 12 | 11 | 12 | 12 | 13 | 12 | 11 | 11 | 11 | 11 | 11 | 11 | 11 | 11 | 11 | 11 | 9  | 10 | 10 | 12 | 12 | 11 | 12 | 12 | 12 |
| Argentinos Juniors | 13 | 14 | 9  | 6  | 9  | 12 | 9  | 12 | 12 | 12 | 12 | 13 | 13 | 13 | 14 | 14 | 13 | 14 | 14 | 14 | 14 | 13 | 14 | 13 | 12 | 13 | 13 | 12 | 12 | 12 | 13 | 13 | 13 | 13 | 13 | 13 | 13 | 13 |
| Platense           | 12 | 18 | 19 | 19 | 18 | 18 | 18 | 17 | 17 | 17 | 17 | 17 | 15 | 15 | 15 | 16 | 16 | 17 | 15 | 15 | 17 | 18 | 16 | 18 | 18 | 18 | 17 | 18 | 18 | 18 | 17 | 17 | 18 | 17 | 14 | 15 | 14 | 14 |
| Nueva Chicago      | 13 | 7  | 12 | 10 | 13 | 15 | 15 | 16 | 16 | 16 | 16 | 16 | 16 | 16 | 16 | 15 | 15 | 16 | 18 | 18 | 18 | 15 | 17 | 15 | 15 | 16 | 16 | 17 | 17 | 17 | 18 | 18 | 17 | 18 | 18 | 17 | 16 | 15 |
| Racing Club        | 19 | 16 | 17 | 17 | 17 | 17 | 17 | 19 | 19 | 19 | 19 | 18 | 19 | 19 | 19 | 18 | 18 | 18 | 16 | 17 | 16 | 17 | 18 | 17 | 16 | 15 | 15 | 14 | 14 | 14 | 14 | 16 | 16 | 16 | 15 | 14 | 15 | 16 |
| Unión              | 2  | 9  | 10 | 13 | 11 | 10 | 9  | 10 | 11 | 11 | 11 | 11 | 11 | 11 | 13 | 13 | 14 | 12 | 13 | 13 | 13 | 14 | 13 | 14 | 14 | 14 | 14 | 15 | 15 | 15 | 15 | 14 | 14 | 14 | 16 | 18 | 17 | 17 |
| Quilmes            | 3  | 10 | 15 | 15 | 14 | 14 | 16 | 15 | 15 | 15 | 15 | 15 | 17 | 17 | 17 | 17 | 17 | 15 | 17 | 16 | 15 | 16 | 15 | 16 | 17 | 17 | 18 | 16 | 16 | 16 | 16 | 15 | 15 | 15 | 17 | 16 | 18 | 17 |
| Sarmiento (J)      | 15 | 17 | 18 | 18 | 19 | 19 | 19 | 18 | 18 | 18 | 18 | 19 | 18 | 19 | 18 | 19 | 19 | 19 | 19 | 19 | 19 | 19 | 19 | 19 | 19 | 19 | 19 | 19 | 19 | 19 | 19 | 19 | 19 | 19 | 19 | 19 | 19 | 19 |

### Desempate por el descenso
| Partido de desempate             | Partido de desempate | Partido de desempate | Partido de desempate | Partido de desempate  |
| Equipo 1                         | Resultado            | Equipo 2             | Estadio              | Fecha                 |
| -------------------------------- | -------------------- | -------------------- | -------------------- | --------------------- |
| Unión                            | 1 - 0                | Quilmes              | Eva Perón            | 20 de febrero de 1983 |
| Quilmes descendió a la Primera B |                      |                      |                      |                       |

## Descensos y ascensos
Quilmes y Sarmiento (J) descendieron a Primera B, mientras que San Lorenzo y Temperley ascendieron, reemplazándolos para participar del Torneo Nacional 1983.

## Goleadores
| Jugador              | Jugador             | Goles | Equipo             |
| -------------------- | ------------------- | ----- | ------------------ |
| Bandera de Argentina | Carlos Morete       | 20    | Independiente      |
| Bandera de Argentina | Ricardo Gareca      | 17    | Boca Juniors       |
| Bandera de Argentina | Pedro Pasculli      | 17    | Argentinos Juniors |
| Bandera de Argentina | José Reinaldi       | 17    | Talleres (C)       |
| Bandera de Argentina | Santiago Santamaría | 17    | Newell's Old Boys  |